# Wiktor Wassiljewitsch Tichonow
Wiktor Wassiljewitsch Tichonow (russisch Виктор Васильевич Тихонов; * 4. Juni 1930 in Moskau; † 24. November 2014 ebenda) war ein sowjetisch-russischer Eishockeyspieler und -trainer. Er galt als bester Trainer der Welt.

## Karriere
Tichonow begann seine Karriere als Eishockeyspieler bei ZSKA Moskau. Im Alter von 30 Jahren wandte er sich der Trainertätigkeit zu. Er trainierte die Jugendmannschaft von Dynamo Moskau; nach acht Jahren übernahm er das Eishockeyteam von Daugava Riga als Cheftrainer. Mit ihnen stieg er aus der dritten Liga in die Eliteliga der Sowjetunion auf.
1976 wechselte er zu ZSKA Moskau und gewann mit ihnen bis 1989 13 Meistertitel in der sowjetischen Eishockeyliga und 13 Titel im Europapokal. Zeitgleich wurde er Trainer der sowjetischen Nationalmannschaft (Sbornaja) und Oberst der Sowjetarmee. Mit diesem Team gewann er acht Weltmeistertitel, drei olympische Goldmedaillen, zehn Europameisterschaftstitel und den Canada Cup 1981. Seine größte Niederlage war wohl das Spiel gegen die USA bei den Olympischen Winterspielen 1980, das die sowjetische Nationalmannschaft mit 3:4 verlor. Dieses Match ging als Miracle on Ice in die Eishockeygeschichte ein.
Mit seiner ersten Reihe, die sowohl bei ZSKA Moskau als auch im Nationalteam zum Einsatz kam, hatte er den wohl besten europäischen Fünferblock, der jemals Eishockey spielte, geformt. Hinter der sogenannten KLM-Reihe, bestehend aus Sergei Makarow, Igor Larionow und Wladimir Krutow, standen die beiden Verteidiger Alexei Kassatonow und Wjatscheslaw Fetissow.
Anfang der 1990er Jahre veränderte sich die politische Situation in der ehemaligen Sowjetunion. Den Spielern war es nun auch möglich, in der NHL zu spielen. Das Trainingssystem von Tichonow zerbrach, da die Spieler sich zur Wehr setzten.
Bei den Olympischen Spielen 1994 war Tichonow erneut Trainer der Sbornaja, erreichte mit dieser nur den vierten Platz und musste daher anschließend seinen Platz räumen. Auch beim ZSKA Moskau wurde er 1996 entlassen. 
Im April 2004 wurde er vom ZSKA aufgrund der sportlichen Leistungen seines Teams „aus dem Dienst entfernt“.
Bei der Eishockey-Weltmeisterschaft der Herren 2004 hatte er ein kurzes Comeback an der Bande der russischen Nationalmannschaft. Aufgrund des schlechten Ergebnisses (10. Platz) wurde er jedoch wieder abgesetzt.
1998 wurde er mit der Aufnahme in die IIHF Hall of Fame geehrt. Tichonow starb am 23. November 2014 in seiner Geburtsstadt Moskau im Alter von 84 Jahren.

## Sportliche Erfolge
- 1976–2004: Trainer bei ZSKA Moskau (Club der Roten Armee) 13 × Landesmeister (Sowjetische Liga), 13 × Europacup-Sieger
- 1976–1992: Trainer der sowjetischen Eishockeynationalmannschaft
  - Olympisches Gold: 1984, 1988, 1992.
  - Olympisches Silber: 1980.
  - Eishockey-Weltmeisterschaft Gold: 1978, 1979, 1981, 1982, 1983, 1986, 1989, 1990.
  - Eishockey-Weltmeisterschaft Silber: 1987.
  - Eishockey-Weltmeisterschaft Bronze: 1985, 1991.
  - Eishockey-Europameisterschaft Meister: 1978, 1979, 1981, 1982, 1983, 1985, 1986, 1987, 1989, 1991.
  - Canada Cup: 1976 (3. Platz), 1981 (Sieger), 1984 (3. Platz), 1987 (2. Platz), 1991 (5. Platz)

## Privates
Tichonows 2013 verstorbener Sohn Wassili war ebenfalls Eishockeyspieler und -trainer. Sein Enkel Wiktor beendete 2022 seine Spielerkarriere.

## Zitate von Tichonow
„Ein Spieler, der nicht bereit ist, sich ständig zu verbessern, und nicht jedes Spiel, sei es noch so unwichtig, gewinnen will, der wird nie ein Großer werden!“